# Пинто, Франсиско Антонио
Франсиско Антонио Пинто и Диас де ла Пуэнте (исп. Francisco Antonio Pinto y Díaz de la Puente; 23 июля 1785 — 18 июля 1858) — чилийский политический деятель, президент Чили в 1827—1829 годах.
Участвовал в войне за независимость Чили, дослужился до звания генерала (1824). После работал в дипломатических миссиях за рубежом. Вместе с генералом Фрейре был избран вице-президентом республики (январь 1827 года), а в мае, когда Фрейре ушел в отставку, стал президентом. В 1828 году Конгресс одобрил либеральную конституцию, а в 1829 году он был вновь утверждён на пост президента. Вскоре после этого он ушёл в отставку, когда консервативный генерал Хоакин Прието поднял восстание против его правительства.